# Einar Halle
Einar Halle (1943. december 29. –) norvég nemzetközi labdarúgó-játékvezető.

## Pályafutása

### Nemzeti játékvezetés
1973-ban lett hazája legfelső szintű labdarúgó-bajnokságának játékvezetője. Az aktív nemzeti játékvezetéstől 1993-ban búcsúzott. Első ligás mérkőzéseinek száma: 189.

#### Nemzeti kupamérkőzések
Vezetett Kupa-döntők száma: 1.

##### Norvég Kupa
| Időpont           | Helyszín               | Mérkőzés típusa | Mérkőzés                 | Eredmény | Nézők száma |
| ----------------- | ---------------------- | --------------- | ------------------------ | -------- | ----------- |
| 1984. október 28. | Ullevaal Stadion, Oslo | döntő           | Fredrikstad FK–Viking FK | 3 : 2    | 15 993      |

### Nemzetközi játékvezetés
A Norvég labdarúgó-szövetség Játékvezető Bizottsága (JB) terjesztette fel nemzetközi játékvezetőnek, a Nemzetközi Labdarúgó-szövetség (FIFA) 1983-tól tartotta nyilván bírói keretében. Több nemzetek közötti válogatott és klubmérkőzést vezetett.  A norvég nemzetközi játékvezetők rangsorában, a világbajnokság-Európa-bajnokság sorrendjében többedmagával az 5. helyet foglalja el 5 találkozó szolgálatával. Az aktív nemzetközi játékvezetéstől 1993-ban búcsúzott.

#### Világbajnokság
A világbajnoki döntőhöz vezető úton Mexikóba a XIII., az 1986-os labdarúgó-világbajnokságra  és  Olaszországba a XIV., az 1990-es labdarúgó-világbajnokságra a FIFA JB bíróként alkalmazta.

##### 1986-os labdarúgó-világbajnokság

###### Selejtező mérkőzés
| Időpont          | Helyszín             | Mérkőzés típusa           | Mérkőzés            | Eredmény | Nézők száma |
| ---------------- | -------------------- | ------------------------- | ------------------- | -------- | ----------- |
| 1985. április 3. | Népstadion, Budapest | előselejtező (5. csoport) | Magyarország–Ciprus | 2 : 0    | 40 000      |

##### 1990-es labdarúgó-világbajnokság

###### Selejtező mérkőzés
| Időpont           | Helyszín                              | Mérkőzés típusa           | Mérkőzés       | Eredmény | Nézők száma |
| ----------------- | ------------------------------------- | ------------------------- | -------------- | -------- | ----------- |
| 1988. október 19. | Friedrich-Ludwig-Jahn Stadion, Berlin | előselejtező (3. csoport) | NDK–Izland     | 2 : 0    | 12 300      |
| 1989. április 26. | Wembley Stadion, London               | előselejtező (2. csoport) | Anglia–Albánia | 5 : 0    | 60 602      |

#### Európa-bajnokság
Az európai-labdarúgó torna döntőjéhez vezető úton Német Szövetségi Köztársaságba a VIII., az 1988-as labdarúgó-Európa-bajnokságra, valamint Svédországba a IX., az 1992-es labdarúgó-Európa-bajnokságra az UEFA JB játékvezetőként foglalkoztatta.

##### 1988-as labdarúgó-Európa-bajnokság

###### Selejtező mérkőzés
| Időpont           | Helyszín                       | Mérkőzés típusa           | Mérkőzés        | Eredmény | Nézők száma |
| ----------------- | ------------------------------ | ------------------------- | --------------- | -------- | ----------- |
| 1986. október 15. | Lansdowne Park Stadion, Dublin | előselejtező (7. csoport) | Írország–Skócia | 0 : 0    | 48 000      |

##### 1992-es labdarúgó-Európa-bajnokság

###### Selejtező mérkőzés
| Időpont           | Helyszín                         | Mérkőzés típusa           | Mérkőzés              | Eredmény | Nézők száma |
| ----------------- | -------------------------------- | ------------------------- | --------------------- | -------- | ----------- |
| 1991. március 30. | Parc des Princes Stadion, Párizs | előselejtező (1. csoport) | Franciaország–Albánia | 5 : 0    | 24 181      |

#### Nemzetközi kupamérkőzések

##### Kupagyőztesek Európa-kupája
| Időpont           | Helyszín                    | Mérkőzés típusa               | Mérkőzés                         | Eredmény |
| ----------------- | --------------------------- | ----------------------------- | -------------------------------- | -------- |
| 1991. november 6. | Üllői úti stadion, Budapest | második forduló (2. mérkőzés) | Ferencvárosi TC–SV Werder Bremen | 0 : 1    |

## Magyar vonatkozás
| Időpont          | Helyszín                   | Mérkőzés típusa | Mérkőzés          | Eredmény | Nézők száma |
| ---------------- | -------------------------- | --------------- | ----------------- | -------- | ----------- |
| 1985. január 29. | Volkspark Stadion, Hamburg | felkészülési    | NSZK–Magyarország | 0 : 1    | 22 000      |